# Ischnopteris bifinita
Ischnopteris bifinita là một loài bướm đêm trong họ Geometridae.